# Si Abdelghani
Si Abdelghani (în arabă سيدي عبد الغنى) este o comună din provincia Tiaret, Algeria.
Populația comunei este de 9.273 de locuitori (2008).